# Пажитник мечевидный
Пажитник мечевидный (лат. Trigonella gladiata) — вид травянистых растений рода Пажитник (Trigonella) семейства Бобовые (Fabaceae).

## Ботаническое описание
Однолетнее травянистое растение. Стебли приподнимающиеся, редко прямые, слабоветвистые, 5—20 (30) см высотой, более или менее пушистые. Прилистники маленькие, цельные; листочки от обратно-яйцевидных до обратно-ланцетных, к основанию клиновидных, 5—12 мм длиной и 3—6 мм шириной, вверху остро-зубчатые.
Цветки одиночные или по два в пазухах листьев, сидячие; прицветничков нет. Чашечка волосистая, на треть короче венчика, с зубцами равными трубке. Венчик 8—10 мм длиной, бледно-желтоватый, по флагу с фиолетовым оттенком; флаг обратнояйцевидно-продолговатый, слабо-выемчатый. Боб прямой или слегка изогнутый, сжатый, без носика, 2—3 см длиной и до 4—5 мм в поперечнике, довольно быстро сужен в равный ему по длине, 1—2 см длиной, прямой носик, с выдающимися продольно-анастомозирующими жилками, 5—7-семянный. Семена яйцевидные, около 3 мм длиной, густобугорчатые. Цветение происходит в мае и июне. Хромосомы: 2n=16.

## Распространение и экология
Северная Африка, юг Европы от Пиренейского полуострова до Крыма, Кавказ, Малая Азия. Растёт на сухих каменистых и щебнистых склонах в нижнем, реже среднем горном поясе.

## Синонимы
- Foenum-graecum prostratum Fourr. (1868)
- Folliculigera procumbens Pasq. (1867)
- Medicago gladiata (Steven ex M.Bieb.) E.H.L.Krause (1901)
- Ononis rostrata Ucria (1793)
- Telis gladiata (Steven ex M.Bieb.) Kuntze (1891)
- Trigonella foenum-graecum subsp. gladiata (Steven ex M.Bieb.) Bonnier & Layens (1894)
- Trigonella prostrata DC. (1815)
- Trigonella tuberculata C.Presl (1822)
- Xiphostylis prostratus Gasp. (1853), nom. superfl.